# Carniella sumatraensis
Carniella sumatraensis là một loài nhện trong họ Theridiidae.
Loài này thuộc chi Carniella. Carniella sumatraensis được Jörg Wunderlich miêu tả năm 1995.